# سيفاكا متوج
سيفاكا متوج (الاسم العلمي: Propithecus coronatus) (بالإنجليزية: Crowned Sifaka)‏ هي نوع من الحيوانات تتبع جنس السيفاكا من الفصيلة الإندرية.